# 3656 Hemingway
A 3656 Hemingway (ideiglenes jelöléssel 1978 QX) a Naprendszer kisbolygóövében található aszteroida. Nyikolaj Sztyepanovics Csernih fedezte fel 1978. augusztus 31-én.